# Mistrovství Československa jednotlivců na klasické ploché dráze 1967
Mistrovství Československa jednotlivců na klasické ploché dráze 1967 se skládalo ze 7 závodů.

## Závody
Z1 = Svitavy - 14. 5. 1967
Z2 = Přerov - 3. 6. 1967
Z3 = Břeclav - 4. 6. 1967
Z4 = Chomutov - 11. 6. 1967
Z5 = Březolupy - 18. 6. 1967
Z6 = Polepy - 23. 7. 1967
Z7 = Cheb - 3. 9. 1967

## Celkové výsledky
| Pořadí | Jméno             | Klub              | Body                 | Body celkem |
| ------ | ----------------- | ----------------- | -------------------- | ----------- |
| 1.     | Antonín Šváb      |                   | (10),12,12,10,12,(7) | 46          |
| 2.     | Antonín Kasper    |                   | 12,10.(7),(7),8,12   | 42          |
| 3.     | Luboš Tomíček     | Rudá hvězda Praha | (7),(6),10,8,7,8     | 33          |
| 4.     | Jan Holub         |                   | 8,7,(5),(6),6,10     | 31          |
| 5.     | Miroslav Šmíd     |                   | 4,(2),8,4,8,(3)      | 24          |
| 6.     | Stanislav Kubíček |                   | (-),8,2,5,4,(1)      | 19          |
| 7.     | Pavel Mareš       |                   | 6,(-),(-),12,0,0     | 18          |
| 8.     | Jaroslav Volf II  |                   | (-),4,4,(0),5,4      | 17          |
| 9.     | Miloslav Verner   |                   | 5,(3),3,(2),3,5      | 16          |
| 10.    | Jaroslav Machač   | Rudá hvězda Praha | 1,(0),6,1,2,(0)      | 10          |
| 11.    | Karel Průša       |                   | (-),5,(0),3,1,0      | 9           |
| 12.    | Richard Janíček   | Rudá hvězda Praha | 3,(0),1,(0),0,2      | 6           |
| 13.    | František Ledecký |                   | (-),(-),-,-,-,6      | 6           |
| 14.    | Bohumil Bartoněk  |                   | 2,1,(0),0,0,(-)      | 3           |

### 1. závodSvitavy14. května 1967
| Pořadí | Jméno           | Klub | Body      | Body celkem |
| ------ | --------------- | ---- | --------- | ----------- |
| 1.     | Antonín Kasper  |      | 3,2,3,3,3 | 14          |
| 2.     | Antonín Šváb    |      | 2,3,3,3,3 | 14          |
| 3.     | Jan Holub       |      | 3,3,2,2,3 | 13          |
| 4.     | Lubos Tomicek   |      | 3,3,1,2,3 | 12          |
| 5.     | Pavel Mareš     |      | 2,1,3,2,2 | 10          |
| 6.     | Miroslav Verner |      | 2,2,2,1,2 | 9           |

Body
1. místo – 80 bodů
2. místo – 60 bodů
3. místo – 40 bodů
4. místo – 30 bodů
5. místo – 20 bodů
6. místo – 10 bodů
7. místo – 9 bodů
8. místo – 8 bodů
9. místo – 7 bodů
10. místo – 6 bodů
11. místo – 5 bodů
12. místo – 4 body
13. místo – 3 body
14. místo – 2 body
15. místo – 1 bod
Započítávaly se 3 nejlepší výsledky.